# Militello in Val di Catania
Militello in Val di Catania (Militeddu en siciliano) es un municipio italiano de cerca de 7 000 habitantes de la provincia de Catania (Sicilia), ubicado a unos 160 km al sureste de Palermo y alrededor de 35 km al suroeste de Catania, en las estribaciones de los montes Ibleos. Tiene estación de ferrocarril de la línea Catania- Caltagirone- Gela. Es uno de los "Borghi più belli d'Italia" ('Los pueblos más bellos de Italia').
Militello in Val di Catania limita con los siguientes municipios: Francofonte, Lentini, Mineo, Palagonia, Scordia y Vizzini.

## Historia
Sobre la fundación de Militello existen diversas leyendas: se narra que fue fundada en tiempos de los romanos, cuando los soldados de Marco Claudio Marcelo, al regreso de su asedio a Siracusa, encontrando la zona salubre y aguas limpias fundaron la colonia de Militum Tellus (tierra de soldados); otros sostienen que el nombre deriva del color amarillo de la piedra local, casi color miel, de donde derivaría Mellis Tellus. 
Aunque en torno a la población se han encontrado restos de la edad prehistórica, la historia cierta de la ciudad está documentada a partir del año 1000, cuando bajo los Cammarana Militello se convirtió en marquesado y posteriormente, pasado a los Barresi, en feudo. 
La edad de oro de Militello hacia finales del siglo XVI y principios del XVII, bajo el gobierno del príncipe Francesco Branciforte, que embelleció la ciudad con iglesias y palacios de notable factura, entre los que están la iglesia de la Madonna della Catena, el monasterio de los benedictinos y la fuente de la ninfa Zizza de 1607. El desastroso terremoto de 1693 destruyó sin embargo muchas obras de arte. La construcción después del terremoto llevó a la realización de joyas de gran valor, como la iglesia de San Nicolò - SS. Salvatore del 1721 y la iglesia de la Madonna della Stella del 1722, además de otros numerosos palacios nobles que surgieron imponentes en cada ángulo de la ciudad.

## Monumentos y lugares de interés
Militello in Val di Catania forma parte del lugar Patrimonio de la Humanidad declarado por la Unesco en 2002 denominado «Ciudades del barroco tardío de Val di Noto», en concreto con el código 1024-003. 

### Iglesias
- Iglesia madre de San Nicolò and Santissimo Salvatore (siglo XVIII) en cuyo interior se puede admirar La predicación de san Nicolás, retablo del siglo XVIII de Vito D'Anna;
- Iglesia de Santa Maria la Vetere, con un portal de 1506 obra de Antonello Gagini;
- Iglesia de Madonna della Catena (siglo XVII), con un edículo del siglo XVI;
- Abadía de San Benedetto (siglo XVII); en el interior de una sola nave se encuentran obras de excepcional factura como La última comunión de san Benito, pintada por Sebastiano Conca;
- Iglesia de Sant'Antonio da Padova, con un campanario de 1719;
- Iglesia de Santa Maria della Stella (s. XVIII); entre las numerosas obras de arte hay una Natividad de Andrea della Robbia; un retablo de Olivio Sozzi; una pintura de Vito D'Anna titulada Viso di Maria;
- Iglesia de Santissimi Angeli Custodi siglo XVIII tardío, con un precioso pavimento de cerámica;
- Iglesia de SS. Sacramento al Circolo, de 1724, sobre proyecto de Antonino Scirè;
- Iglesia de San Giovanni Battista;
- Iglesia de Calvario del siglo XVII;
- Iglesia de San Sebastiano, de 1504;
- Iglesia de Purgatorio de 1613;
- Iglesia de Sant'Agata;
- Iglesia dello Spasimo; y
- Iglesia de San Francesco di Paola.

### Monasterios
- Monasterio de San Benedetto, de 1614.

### Palacios
- Castillo Barresi - Branciforte, del que quedan sólo el arco de entrada, una torre, el bastión del lado sur y algunas ruinas sobre el lado noreste;
- Fontana della Ninfa Zizza, del año 1607, antiguamente englobada en el castillo;
- Palazzo Baldanza-Denaro (siglo XVII), actualmente sede de la Asociación Turística Pro Loco;
- Palazzo Niceforo (siglo XVIII)
- Palazzo Baldanza (siglo XIX)
- Palazzo Majorana della Nicchiara (o dei Leoni)
- Palazzo Tineo
- Palazzo Reburdone
- Palazzo Reina
- Palazzo Sciannaca

## Evolución demográfica
| Gráfica de evolución demográfica de Militello in Val di Catania entre 1861 y 2021 |
|                                                                                   |
| Fuente ISTAT - elaboración gráfica de Wikipedia                                   |

### Etnias y minorías extranjeras
Al 1 de enero de 2024, residían en Militello 72 extranjeros, lo que representa el 1,1 % de la población residente.  La comunidad extranjera más numerosa es la de Rumanía, con el 45,8 % de todos los extranjeros presentes en la zona.

## Cultura
Desde 2 022, la ciudad forma parte del proyecto First World Mediterranean Lifestyle Park, junto con otras 103 ciudades del centro de Sicilia.

### Escuelas y educación
- Instituto Omnicomprensivo Statale "Pietro Carrera" La escuela ofrece los siguientes programas: Instituto de Arte; Instituto Técnico - Rama de Biotecnología de la Salud, Instituto Técnico y Económico - Especialización en Administración, Finanzas y Marketing; Curso Vespertino - Especialización en Administración, Finanzas y Marketing; Instituto Técnico - Sector de Tecnologías de la Información; Parvulario; Escuela Primaria; Escuela Secundaria.[7]
- Biblioteca Municipal "Angelo Majorana". Fundada en 1910, su fundador fue Giuseppe Musumeci Ristagno, Director de Educación. Alberga aproximadamente 40.000 volúmenes, incluyendo una colección de antigüedades de más de 2.000 volúmenes que datan de finales del siglo XV a principios del siglo XX. A esto se suma una rica colección de discos de vinilo, CD y videocasetes, albergada en la sala multimedia. Aproximadamente 2.500 usuarios están registrados para préstamo. De especial valor son: un incunable de 1498 (Rosarium Sermonum de Bernarbino de' Busti) y treinta y una ediciones del siglo XVI, incluidas veintidós ediciones venecianas, dos de Lyon, una de Palermo y una de Nápoles.[8]

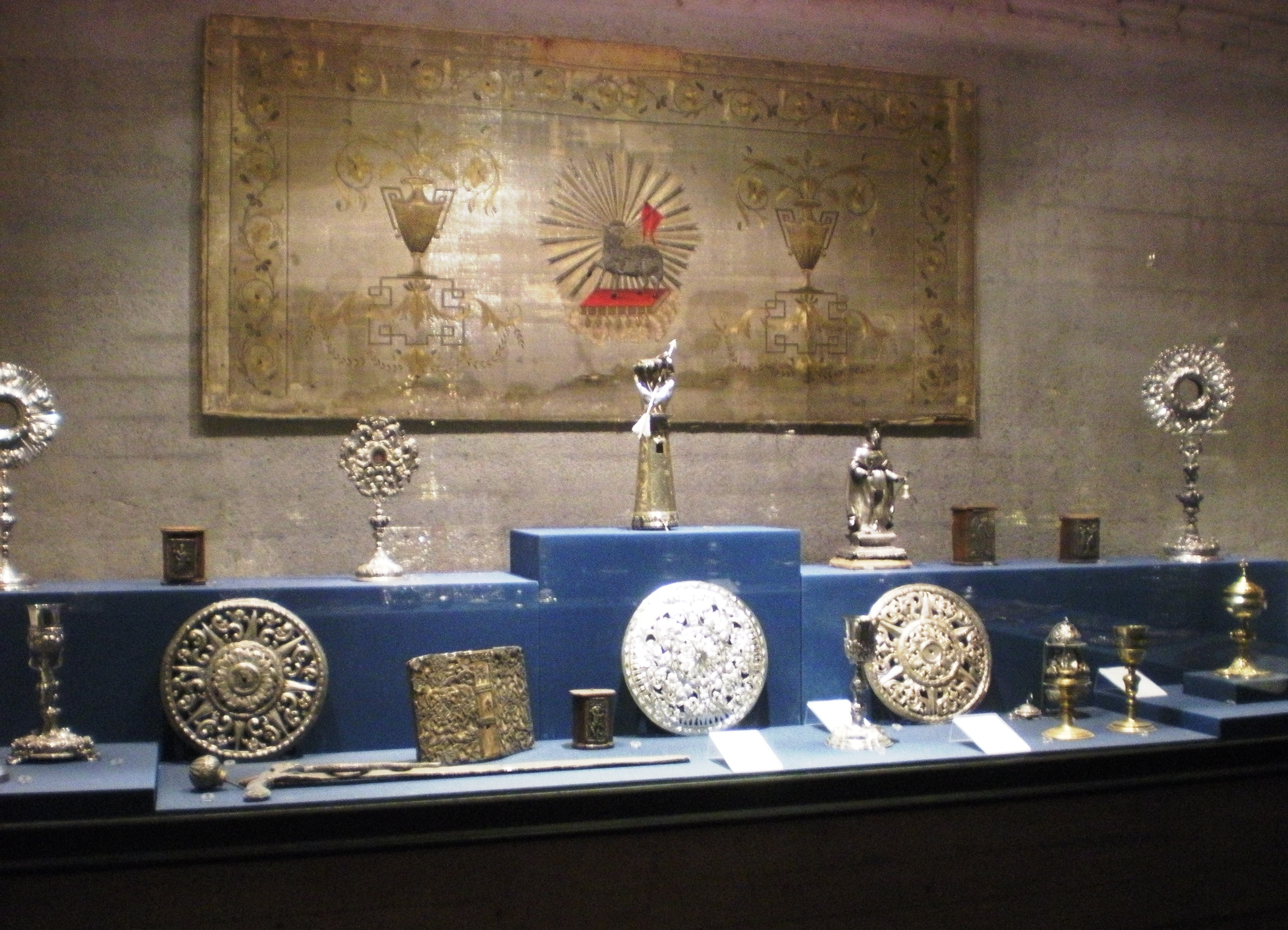
Tesoro de Santa Maria della Stella.

### Museos y galerías
- Museo Cívico y Archivo Histórico "Sebastiano Guzzone".
- Museo de Arte Sacro "San Nicolò".
- Tesoro de Santa Maria della Stella. Inaugurado en 1995, exhibe numerosas obras de arte preciosas: platería sagrada (siglos XV-XVIII) procedente de la iglesia parroquial y sus iglesias filiales;

### Parajes naturales
- Cascadas de Ossena: Cascadas naturales ubicadas al sur de la zona de Militello, en el límite con la zona de Francofonte (provincia de Siracusa). Estas cascadas se alimentan de las aguas del arroyo Oxena, que discurre por los Montes Hiblaicos del noreste.[9]

### Medios de comunicación

#### Teatros y cines
En 1942, el Cine Teatro "Tempio" (llamado así por su propietario) finalmente vio la luz, diseñado por Antonio Portuso, agrimensor de Militello, cuyo estilo se inspiró en el racionalismo italiano de la época. El Teatro "Tempio" fue el corazón de la vida cultural y artística de la ciudad hasta finales de la década de 1990, cuando, ya en mal estado de conservación, fue adquirido por la Provincia de Catania, que lo transformó radicalmente en un nuevo teatro de ópera y teatro diseñado por el arquitecto Giorgio Potenza. Recientemente ha recuperado su papel como importante infraestructura cultural para la ciudad.

#### Radio, televisión y curiosidades
La emisora de radio local es Radio Venere Milutello, fundada en 1978 con la contribución de varios aficionados, que emite en 92.40 MHz. También se recibe en municipios vecinos y se puede escuchar en streaming en la página web de la emisora.[10] En el pasado, había una estación de televisión local, Radio Audizioni Militello, que cerró en la primera mitad de los años 90. El presentador de televisión Pippo Baudo (1936-2025) nació en Militello.

## Administración
| Período | Identidad        | Partido             |
| ------- | ---------------- | ------------------- |
| 2022-   | Giovanni Burtone | Partido Democrático |

## Personas destacadas
Pietro Carrera,  sacerdote, escritor y ajedrecista

## Ver también
- Val de Catania